# Мей Феггс
Ерівента Феггс Старр (англ. Aeriwentha Faggs Starr; нар. 10 квітня 1932 — пом. 27 січня 2000) — американська легкоатлетка, яка спеціалізувалася в бігу на короткі дистанції.

## Із життєпису
Учасниця трьох Олімпійських ігор (1948, 1952, 1956).
Олімпійська чемпіонка (1952) та бронзова олімпійська призерка (1956) в естафеті 4×100 метрів.
Чемпіонка (естафета 4×100 метрів) та срібна призерка (біг на 100 метрів) Панамериканських ігор (1955).
Чемпіонка США у бігу на 100 ярдів (1955) та 200 метрів (1954—1956).
Переможниця Олімпійських відбіркових змагань США у бігу на 100 метрів (1952, 1956) та 200 метрів (1956).
Ексрекордсменка світу в естафетах 4×100 метрів та 4×220 ярдів.
По завершенні змагальної кар'єри працювала тренером.

## Основні міжнародні виступи
| Рік  | Змагання             | Місто     | Місце            | Дисципліна | Примітки         |
| ---- | -------------------- | --------- | ---------------- | ---------- | ---------------- |
| 1948 | Олімпійські ігри     | Лондон    | 1заб3            | 200 м      |                  |
| 1952 | Олімпійські ігри     | Гельсінкі | 6                | 100 м      | Відео на YouTube |
| 1952 | 6заб3                | 200 м     |                  |            |                  |
| 1952 | 1                    | 4×100 м   | Відео на YouTube |            |                  |
| 1955 | Панамериканські ігри | Мехіко    | 2                | 100 м      |                  |
| 1955 | 1                    | 4×100 м   |                  |            |                  |
| 1956 | Олімпійські ігри     | Мельбурн  | 1заб3            | 100 м      |                  |
| 1956 | 2пф5                 | 200 м     |                  |            |                  |
| 1956 | 3                    | 4×100 м   | Відео на YouTube |            |                  |

## Визнання
- Член Зали слави легкої атлетики США (1976)[1]